# Mitsubishi Airtrek (2021)
Mitsubishi Airtrek – elektryczny samochód osobowy typu crossover klasy średniej produkowany pod japońską marką Mitsubishi w latach 2022–2023.

## Historia i opis modelu

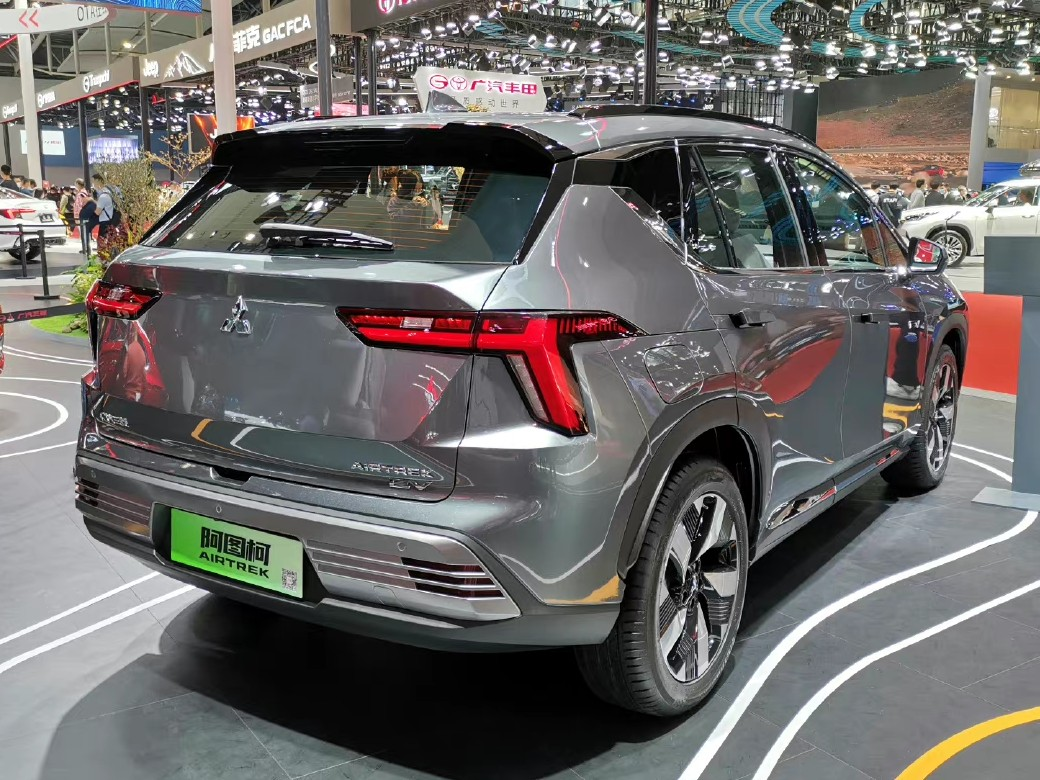
Mitsubishi Airtrek - tył

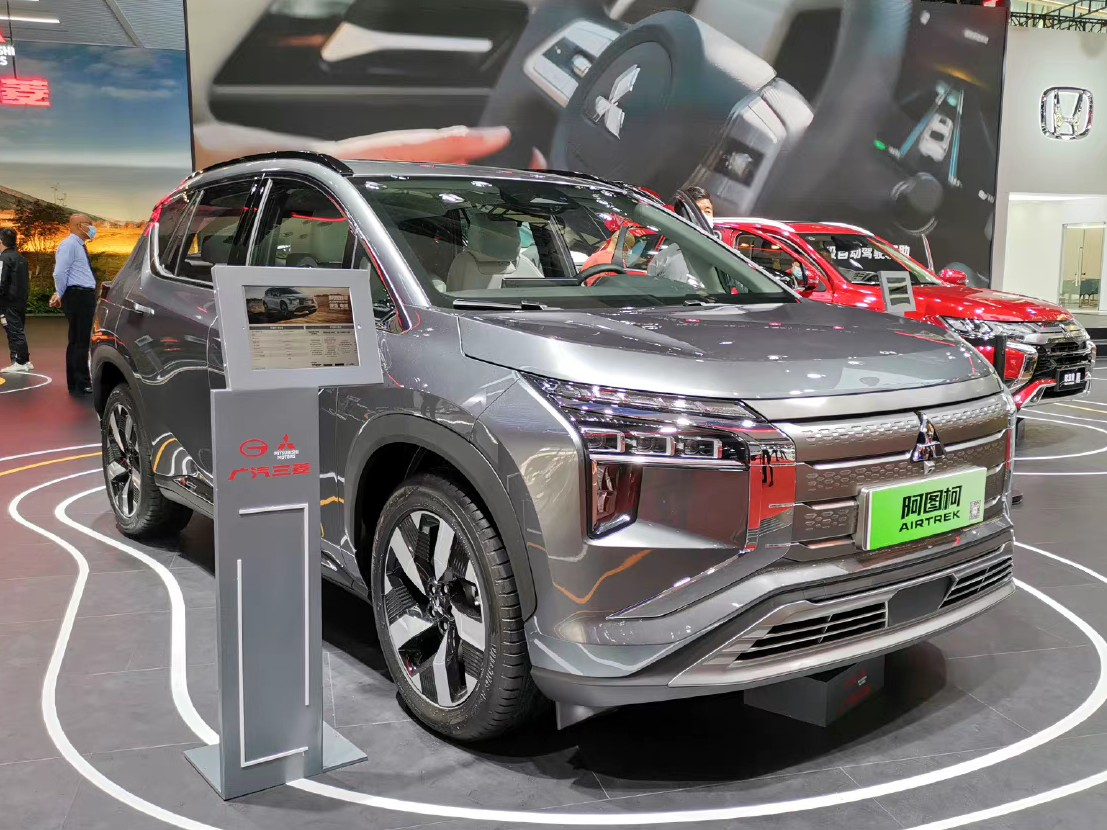
Mitsubishi Airtrek podczas premiery

Na początku 2021 roku Mitsubishi nawiązało kolejną współpracę w ramach joint-venture GAC Mitsubishi z chińskim koncernem GAC Group w celu wzbogacenia tutejszej oferty o nowego, w pełni elektrycznego crossovera. Przywrócono dla niego przy tym stosowaną w pierwszej dekadzie XXI wieku w Japonii nazwę "Airtrek", tym razem na potrzeby innego pojedynczego rynku.
Jako bazę dla nowego Airtreka wykorzystano model GAC Aion V, tworząc bliźniaczą wobec niego konstrukcję obszernie odróżniającą się odrębnym projektem stylistycznym typowym dla innych, globalnych konstrukcji Mitsubishi. Pas przedni zyskał charakterystyczny, wysoko zadarty przód z dwurzędowymi reflektorami, chromowanymi ozdobnikami i rozbudowaną nakładką imitującą osłonę chłodnicy. Z tyłu zastosowano z kolei trójramienne lampy, a także zadarcie na klapie bagażnika imitujące spojler.
Od bliźniaczego modelu GAC Aion Mitsubishi zdecydowało odróżnić się także projektem kabiny pasażerskiej. Przed kierowcą znalazł się wyświetlacz z cyfrowymi zegarami, z kolei w konsli centralnej zastosowano 12,3 calowy ekran dotykowy systemu multiemdialnego. Airtrek wyposażono w drugi poziom półautonomicznej jazdy, a także oprogramowanie obsługujące zdalne aktualizacje systemu.

### Sprzedaż
Choć premiera Mitsubishi Airtrek miała miejsce jesienią 2021, tak sprzedaż i produkcja samochodu rozpoczęła się dopiero na początku 2022 roku. Samochód powstał wyłącznie z myślą o wewnętrznym rynku chińskim, będąc produkowanym przez joint-venture GAC Mitsubishi. Przedsięwzięcie zaledwie rok później upadło w związku z wycofaniem się przez Mitsubishi we wrześniu 2023 roku, kiedy też zakończono produkcję Airtreka po półtora roku rynkowej obecności.

### Dane techniczne
W przeciwieństwie do pierwszego Airtreka, model z 2021 roku stał się samochodem w pełni elektyrcznym wyposażonym w silnik o mocy 181 KM. Akumulator zyskał maksymalną pojemność 70 kWh, pozwalając na przejdchanie na jednym ładowaniu do maksymalnie 520 kilometrów według chińskiego cyklu pomiarowego NEDC.